# Dolichopeza (Megistomastix) multifila
Dolichopeza (Megistomastix) multifila is een tweevleugelige uit de familie langpootmuggen (Tipulidae). De soort komt voor in het Neotropisch gebied.